# Sola
《sola》(소라)는 히사야 나오키가 원안을 내고 나나오 나루가 캐릭터 디자인을 맡아 만든 미디어 믹스형 프로젝트로, 2006년 12월 31일 코미케 71에서 공개된 드라마 CD로 첫선을 보였다. 이듬해인 2007년 1월 20일에 아베노 챠코가 만화판을 미디어웍스의 전격코믹스에서 연재하기 시작하였으며, 대한민국에서는 2008년 11월 27일부터 대원씨아이를 통해 단행본 정식 번역판이 출간되기 시작하였다.
2007년 4월 6일에는 본격적으로 애니메이션화하여 6월 30일까지 방영되었다. sola란 제목은 하늘에 해당하는 일본어 단어 空 소라[*]를 로마자로 표기한 것이다.

## 줄거리
본 작품은 순정, 판타지성이 강한 애니메이션으로서 주 무대는 나가사키시를 무대로 하고있는 것으로 추정한다.
모리미야 요리토는 하늘사진을 찍는 것을 좋아하는 소년이며 부모님 없이 3개월전부터 몸이 좋지않아 입원해있는 누나(모리미야 아오노)와 함께 살고있다.
또한 같은 반 친구인 마나와 몸이 아파 입원중이던 코요리와 함께 즐거운 한때를 보내고 있었다. 그런 앞에 갑자기 나타난 신비의 소녀 시호 마츠리. 요리토는 그녀에게 끌리기 시작해 그녀를 찾아다녔는데, 그녀의 목숨을 노리고 다가오는 타케시 에게서 그녀를 구해내고 그녀가 햇빛아래 설수없는 불노불사의 "야화인"이라는 사실을 알게 된다. 그리고 그녀를 보호하고 푸른 하늘을 보여줄 방법을 찾기 시작한다. 하지만 누나인 모리미야 아오노와 마츠리의 관계, 그리고 요리토의 진짜 정체가 하나하나씩 드러나면서 요리토의 정체성을 찾아가고 그런 요리토는 무언가 결심을 하고 마츠리와 함께 아오노를 원래대로 돌려놓기 위해 나선다.

## 캐릭터
모리미아 요리토(森宮 依人)
성우 - 오카모토 노부히코
밝고 명랑한 고등학생. 좋은 풍경을 보면 장소를 가리지 않고 찍을 정도로 하늘을 좋아한다. 부모는 이미 오래전에 잃고 누나인 아오노와 함께 단둘이서 살고 있다. 사실 요리토는 옛날(즉 수 백년전)부터 아오노의 동생이었으며 당시 산사태로 인해 사망하였으나 현재의 요리토는 아오노에 의해 만들어진것이다. 마나와는 같은 반 친구 사이이며 갑작스레 나타난 마츠리를 좋아하기 시작했으나 누나인 아오노와의 관계, 그리고 자신의 진짜 정체를 알아가며 처음에는 정신적으로 무너져 가기 시작했으나 곧 자신의 정체성을 확립해가며 아오노를 원래대로 돌려놓고자 결심한다. 그리고 아오노가 마츠리를 죽이려 하기 직전에 대신 칼을맞고 원래 모습인 종이로 사라진다.
시호 마츠리(四方 茉莉)
성우 - 노토 마미코
요리토가 조미료가 떨어져 사러 나갔다가 저녁에 자판기 앞에서 만난 소녀. 햇빛 아래로 나갈 수 없는 불로불사의 야화인으로서. 약 300년 전부터 살면서 "밤의 재앙"이라 불리며 사람들을 피해 살아왔다. 원래부터 야화인이었으며 자신의 능력을 아오노와 마유코에게 전이시켜 야화인으로 만든다. 요리토를 아주 옛날부터 알고 있었으나 갑자기 나타난 요리토에 대해 별 느낌없이 접근해가며 요리토의 정체를 밝혀주고, 아오노와의 관계를 정리해 가며 자신의 목숨을 바쳐 아오노를 원래 인간으로 되돌리면서 자신을 희생한다. 손대는 모든 것을 풍화시키는 능력을 가지고 있으며 기계를 다루는 데 매우 약하다.
모리미아 아오노(森宮 蒼乃)
성우 - 나카하라 마이
요리토의 누나로 말수가 적고 냉정, 침착하며 감정을 밖으로 드러내지 않는 성격이다. 3개월 전, 몸이 나빠져 병원에 입원하였다. 코요리에게 종이접기를 가르쳐주며 시간을 보내고 있다. 요리토에게 받은 이상한 인형들을 소중히 간직하고 있다. 아주 옛날부터 마츠리를 알고 있었으며, 그시절 요리토가 사고로 죽음으로써 같이 자살하나 마츠리에 의해 야화인이 된다. 그렇기 때문에 마츠리에 대해 좋지 않은 감정을 가지고 있으며 계속 요리토를 잊지 못해 요리토를 인위적으로 만들어 내며, 이후 나타난 마츠리를 적대적으로 생각하여 공격하게 되는데 결국 요리토와 마츠리에 의해 원래 인간으로 돌아가며 이후 요리토가 다니던 학교를 다니며 새로운 삶을 시작하게 된다. 종이를 자유자재로 조종하는 능력을 가지고 있다.
이시즈키 마나(石月 真名)
성우 - 혼다 요코
요리토의 같은 반 친구, 아오노가 입원해 있는 동안 식사를 만들어 주는 등 뒷바라지 해 줄 정도로 친한 사이이다. 평소에는 해물 요리를 전문으로 하는 패밀리 레스토랑에서 웨이트리스로서 아르바이트를 하고 있다. 갑작스러운 마츠리의 출현에도 불구하고 담담하게 대처해 한때 마츠리가 없어졌을 때 고통스러워 하는 요리토를 도와주는 등 뒤에서 많은 도움을 주나, 요리토와 마츠리가 원래대로 돌아가기를 바라면서 다른사람과 마찬가지로 요리토에 대해 모든 것을 잊게 된다. 하지만 마지막으로 요리토를 좋아했던 의식이 남아있어 그의 뒤를 이어 아오노, 코요리와 함께 하늘을 좋아하게 된다.
이시즈키 코요리(石月 こより)
성우 - 시미즈 아이
마나의 여동생으로 소학교 2학년이란 어린 나이에도 착실한 소녀이다. 몸이 아파 입원한 날, 아오노와 알게 되어 종이접기를 배우고 있다. 퇴원하게 된 이후에도 가끔 얼굴을 내밀고 있다. 마나에게 항상 "마나 씨"라고 부르기 때문에 항상 마나에게 춉을 맞는다.
츠지도 타케시(辻堂 剛史)
성우 - 후지와라 케이지
마유코와는 동갑이나 14살때 마유코가 야화인이 되어 함께 지낸 후로 17년이 지났기 때문에 31살의 청년이다. 마유코를 원래 인간으로 되돌리기 위해 마츠리를 쫓는다. 처음에는 마유코 몰래 마츠리를 쫓았으나 마츠리를 죽이려 하기 직전 마유코가 말림으로써 더 이상 마츠리를 죽이려 하지 않았으며 이후 마츠리에게 자신의 칼을 내주게 된다.
카미카와 마유코(神河 繭子)
성우 - 카네다 토모코
타케시와 함께 행동하는 앳된 모습에 고딕풍의 차림을 한 소녀. 집은 부자였으나 14살때 강도에게 살해되었다가 야화인이 된다.

## 애니메이션

### 에피소드

#### 본편
1. ソライロノカサ - 하늘색 우산
2. ミアゲルアオ - 올려다본 하늘
3. オダヤカナヒ - 평온한 날
4. ネガイフタリ - 두 개의 바람
5. フリソソグヒカリ - 내리쬐는 빛
6. イケニエノチ - 희생의 피
7. ハイイロノヨル - 잿빛 저녁
8. キエナイオモイ - 없어지지 않는 마음
9. ヤクソクノハテ - 약속의 끝
10. ユレルマボロシ - 흔들리는 환영
11. ムソウレンガ - 몽상연가
12. ユウメイノサカイ - 유명(죽음과 삶)의 경계
13. ソラ - 하늘

#### OVA
1. ベツルート - 다른 길
2. アケルソラへ - 밝아지는 하늘에

각각 일본에서 발매되는 DVD의 4권과 5권에 수록되어 있다.

### 성우 배정
- 모리미야 요리토 - 오카모토 노부히코
- 시호 마츠리 - 노토 마미코
- 모리미야 아오노 - 나카하라 마이
- 이시즈키 마나 - 혼다 요코
- 이시즈키 코요리 - 시미즈 아이
- 츠지도 타케시 - 후지와라 케이지
- 카미카와 마유코 - 카네다 토모코
- 사쿠라 사에 - 코시미즈 아미
- 우에하라 토코 - 오노 료코
- 미즈구치 치사토 - 야하기 사유리

### 주제가

#### 여는 곡
〈colorless wind〉(2~13화)
작사: 하타 아키, 작사·편곡: 오쿠보 카오루, 노래: 유키 아이라

#### 닫는 곡
〈mellow melody〉(1~12화)
작사·편곡: 오다카 코타로, 노래: Ceui
〈올려다보는 저 하늘에서(見上げるあの空で 미아게루 아노 소라데[*])〉(13화)
작사: 하타 아키, 작사·편곡: 쿠로스 카츠히코, 노래: 유키 아이라

#### 삽입곡
〈민감한 풍경(敏感な風景 민칸나 후케이[*]〉(1화 여는 곡)
작사: 하타 아키, 작사·편곡: 오쿠보 카오루, 노래: Ceui

## 관련 상품

### 서적
- 만화판 단행본

1. 2007년 7월 27일, ISBN 978-4-8402-3960-8
2. 2008년 3월 27일, ISBN 978-4-8402-4246-2

미디어웍스의 월간 만화잡지 “전격대왕” 2007년 1월호부터 2008년 4월호까지 아베노 챠코에 의해 연재되었다.
- sola 비주얼 팬북(solaビジュアルファンブック) - 2007년 10월 10일, ISBN 978-4-7580-1085-6

### CD
- 여는 곡 〈colorless wind〉(LACM-4359) - 2007년 4월 25일
- 닫는 곡 〈mellow melody〉(LACM-4372) - 2007년 5월 23일
- 오리지널 사운드트랙 《ソウキュウノハテ》(LACA-5644) - 2007년 6월 27일
- 캐릭터 이미지송 앨범 《oratorio》(LACA-5661) - 2007년 8월 8일

### DVD
각 DVD의 상품번호에서 앞은 통상판, 뒤는 초회한정판의 번호이다.
1. 2007년 6월 22일 - BCBA-2938, 2943
2. 2007년 7월 27일 - BCBA-2939, 2944
3. 2007년 8월 24일 - BCBA-2940, 2945
4. 2007년 9월 25일 - BCBA-2941, 2946
5. 2007년 10월 26일 - BCBA-2942, 2947